# Узкоколейная железная дорога торфопредприятия Назия
Узкоколейная железная дорога тофропредприятия Назия — давно разобранная узкоколейка в Кировском районе Ленинградской области. Начальным пунктом узкоколейной железной дороги является ст. Сортировочная, находящаяся в поселке Назия (ст. широкой колеи Жихарёво).
Последний участок узкоколейки был демонтирован в 2001 году.

## История
В 1933 году в Назию прибыла группа американцев для добычи и переработки торфа. Для вывозки торфа была построена узкоколейная железная дорога и менее крупные «номерные» поселки торфодобытчиков: с 1-го по 8-й. Основным потребителем вывозимого торфа была новая, на тот момент, ГрЭС-8, находившаяся в городе Кировске и обеспечивавшая электроэнергией город Ленинград. За этим местом вскоре закрепилось название «Русская Америка».
После Великой Отечественной войны началось развитие узкоколейной железной дороги. Поселки 6-й, 7-й и 8-й восстанавиливать не стали, зато были построены новые — Малуксинский и Лесной.